# Bläsersolisten der Deutschen Kammerphilharmonie Bremen
Die Bläsersolisten der Deutschen Kammerphilharmonie Bremen fanden sich Anfang 1990 zusammen. Das Ensemble ist ein Bläseroktett, das bei Bedarf um eine Flöte und einen Kontrabass verstärkt wird. Die Musiker, erste Preisträger bei zahlreichen hochrangigen internationalen Wettbewerben, widmen sich neben ihrer Orchestertätigkeit bei der Deutschen Kammerphilharmonie Bremen dem Repertoire der Bläserkammermusik vom Barock bis hin zu zeitgenössischen Kompositionen.

## Repertoire
Neben dem vielfältigen klassischen Repertoire spielen sie die virtuosen Bläser-Arrangements von Andreas N. Tarkmann, unter anderem Mussorgskys Bilder einer Ausstellung, Tschaikowskys Nussknacker und Smetanas Die verkaufte Braut sowie Felix Mendelssohn Bartholdys Sommernachtstraum, für dessen Einspielung die Bläsersolisten der Deutschen Kammerphilharmonie Bremen 1998 mit dem Echo-Klassik-Preis ausgezeichnet wurden. 

## Engagements
Das Ensemble gastierte unter anderem in der Alten Oper Frankfurt, im Herkulessaal in München, in der Londoner Queen Elizabeth Hall, in der Berliner Philharmonie, beim Mozart-Festival in Prag, wo sie mit der Mozart-Medaille der Stadt Prag ausgezeichnet wurden, den Internationalen Musikfestwochen Luzern und dem Rheingau Musik Festival. 
Mit dem japanischen Kyogen-Ensemble tourte das Ensemble 2002 mit der Harmoniemusik von Mozarts Don Giovanni durch Japan. Im März 2006 nahmen beide Ensembles die erfolgreiche Zusammenarbeit wieder auf und bereisten mit Die Hochzeit des Figaro die großen Städte Japans.